# Cory in the House
Cory in the House (Brasil: Cory na Casa Branca) é uma série de televisão americana no formato sitcom, que foi ao ar no Disney Channel de 12 de janeiro de 2007 a 12 de setembro de 2008, sendo um spin-off do programa da Disney That's So Raven. O programa se concentra em Cory Baxter, que se muda de São Francisco, Califórnia para Washington, D.C. com seu pai, depois que Victor Baxter consegue um novo emprego como Chef Executivo da Casa Branca. A ideia do canal foi dar um visual novo para Cory, que ainda continuou com seu amor pelo dinheiro.

A série marca o primeiro spin-off do Disney Channel, mas não o único, devido a estreia de The Suite Life on Deck, após The Suite Life of Zack & Cody, em 2008. Esta também é a única série spin-off do Disney Channel a ser transmitida em definição padrão durante toda a sua duração. As reprises da série não foram ao ar no Disney Channel ou no Disney XD; no entanto, elas continuam a ser transmitidas no Family Channel no Canadá. Raven-Symoné estrelou em um episódio, reprisando seu papel como Raven Baxter. Em 2014, o Disney Channel começou a transmitir um bloco semanal chamado Disney Replay nas noites de quarta-feira, durante o qual episódios de Cory in the House vão ao ar ao lado de That's So Raven, Kim Possible, entre outros. 
Em 12 de setembro de 2008, foi exibido o último episódio da série na televisão americana, no mesmo ano a série havia sido cancelada. A série tem como protagonista o jovem ator e cantor Kyle Massey e conta com os atores e cantores Jason Dolley, Maiara Walsh, Madison Pettis, e os atores Rondell Sheridan e John D'Aquino como coprotagonistas.

## Enredo
O gira em torno de Cory Baxter (Kyle Massey), que se mudou de São Francisco, Califórnia para Washington, D.C., depois de seu pai Victor Baxter (Rondell Sheridan) conseguir um novo emprego na Casa Branca, como o chef principal do presidente. Os melhores amigos de Cory são Newt Livingston (Jason Dolley), o filho do Chefe de Justiça, e Meena Paroom (Maiara Walsh), filha do embaixador da Bahavia. Dessa maneira, Cory começa uma nova vida.

## Produção
Após a conclusão de That's So Raven, foram feitas propostas para um spin-off, incluindo That's So Raven Too! que foi acompanhada por uma trilha sonora de mesmo nome, e teria sido sobre Raven indo para a faculdade. Foi oferecido o spin-off para Raven-Symoné, mas ela recusou, portanto, o Disney Channel decidiu dá-lo a Kyle Massey.. Raven-Symoné mais tarde voltou para o spin-off de Raven's Home em 2017. A série foi criada por Marc Warren e Dennis Rinsler, que primeiramente produziram Full House, e, desde 2005, That's So Raven. Cory in the House começou a ser filmada em 18 de setembro de 2006 no Hollywood Center Studios (onde The Suite Life of Zack & Cody e That's So Raven foram gravados), onde foi usado um estúdio de audiências em algumas cenas.
O primeiro episódio em 26 de janeiro de 2007 foi um sneak peek. A música tema, "Cory in the House", é cantada por Kyle Massey e Maiara Walsh. Uma música tema alternativa, "Rollin' to D.C.," é cantada também por Massey e Walsh, e é usada no clipe para a série.
Semelhante a Hannah Montana, muitos dos títulos dos episódios são paródias de canções populares. Por exemplo, "We Built This Kitty on Rock and Roll" vem de "We Built This City", "Mall of Confusion" de "Ball of Confusion", "Smells Like School Spirit" de "Smells Like Teen Spirit" e "Ain't Miss Bahavian" de "Ain't Misbehavin'".
A escola secundária onde Cory Baxter e Meena Paroom estudam, a Newt Livingston, também é usada na sitcom Boy Meets World.
Em 2008, a série foi cancelada devido à greve do Writers Guild of America que ocorreu entre 2007 a 2008.

## Episódios
| Temporada | Temporada | Episódios | Exibição Original      | Exibição Original      | Exibição no Brasil   | Exibição no Brasil   |
| Temporada | Temporada | Episódios | Estreia de temporada   | Final de temporada     | Estreia de temporada | Final de temporada   |
| --------- | --------- | --------- | ---------------------- | ---------------------- | -------------------- | -------------------- |
|           | 1         | 21        | 12 de janeiro de 2007  | 21 de setembro de 2007 | 10 de junho de 2007  | 6 de janeiro de 2008 |
|           | 2         | 13        | 10 de novembro de 2007 | 12 de setembro de 2008 | 12 de março de 2009  | 14 de junho de 2009  |

## Audiência e cancelamento
Na noite de estreia o programa teve 7,1 milhões de espectadores, tornando-se o episódio piloto mais assistido da Disney.
A serie Cory na casa branca teve uma média de 4–5 milhões de espectadores por episódio. 
O show foi cancelado devido à greve do Writers Guild of America que ocorreu entre 2007 a 2008 e não por conta da audiência. 

## Elenco

### Protagonistas
- Kyle Massey como Cory Baxter
- Jason Dolley como Newt Livingston
- Maiara Walsh como Meena Paroom[5]
- Madison Pettis como Sophie Martinez
- John D'Aquino como Richard Martinez
- Rondell Sheridan como Victor Baxter

### Elenco principal

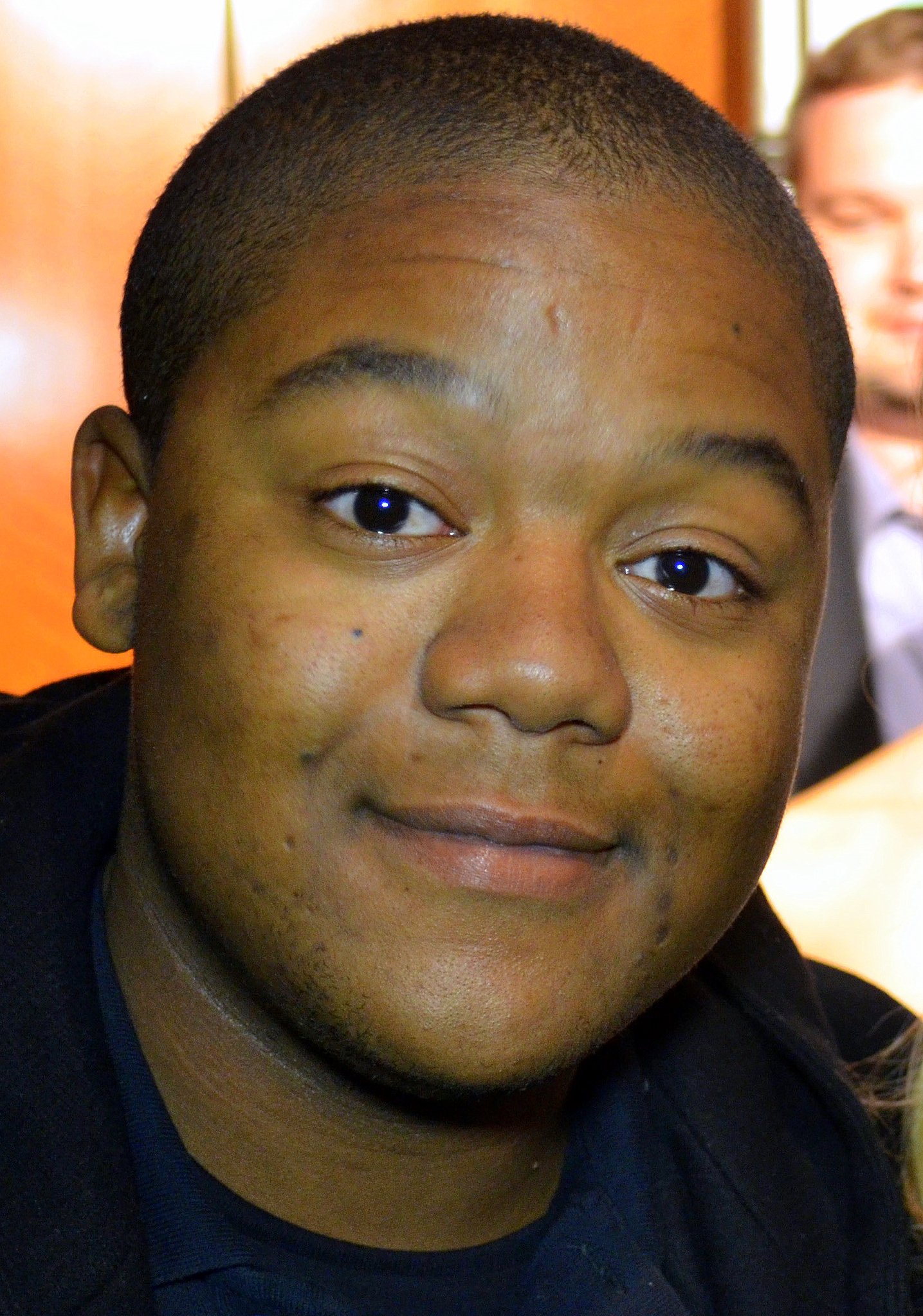
Kyle Massey como Cory Baxter, protagonista da série.
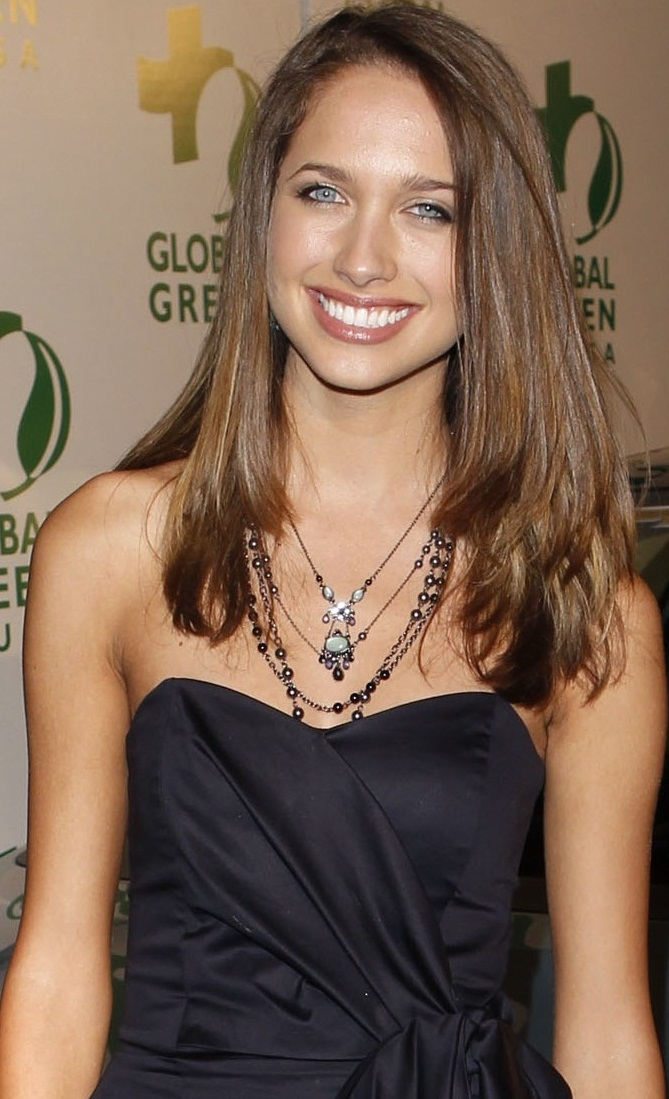
Maiara Walsh interpretou Meena Paroom na série.
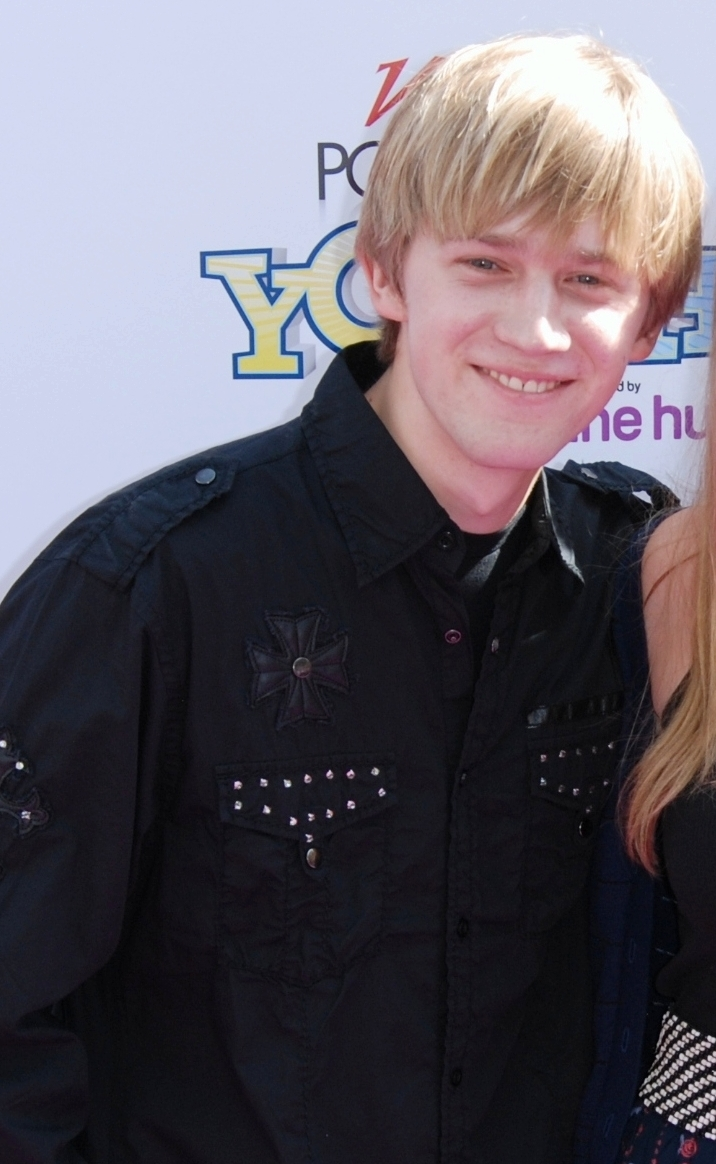
Jason Dolley como Newt Livingston.
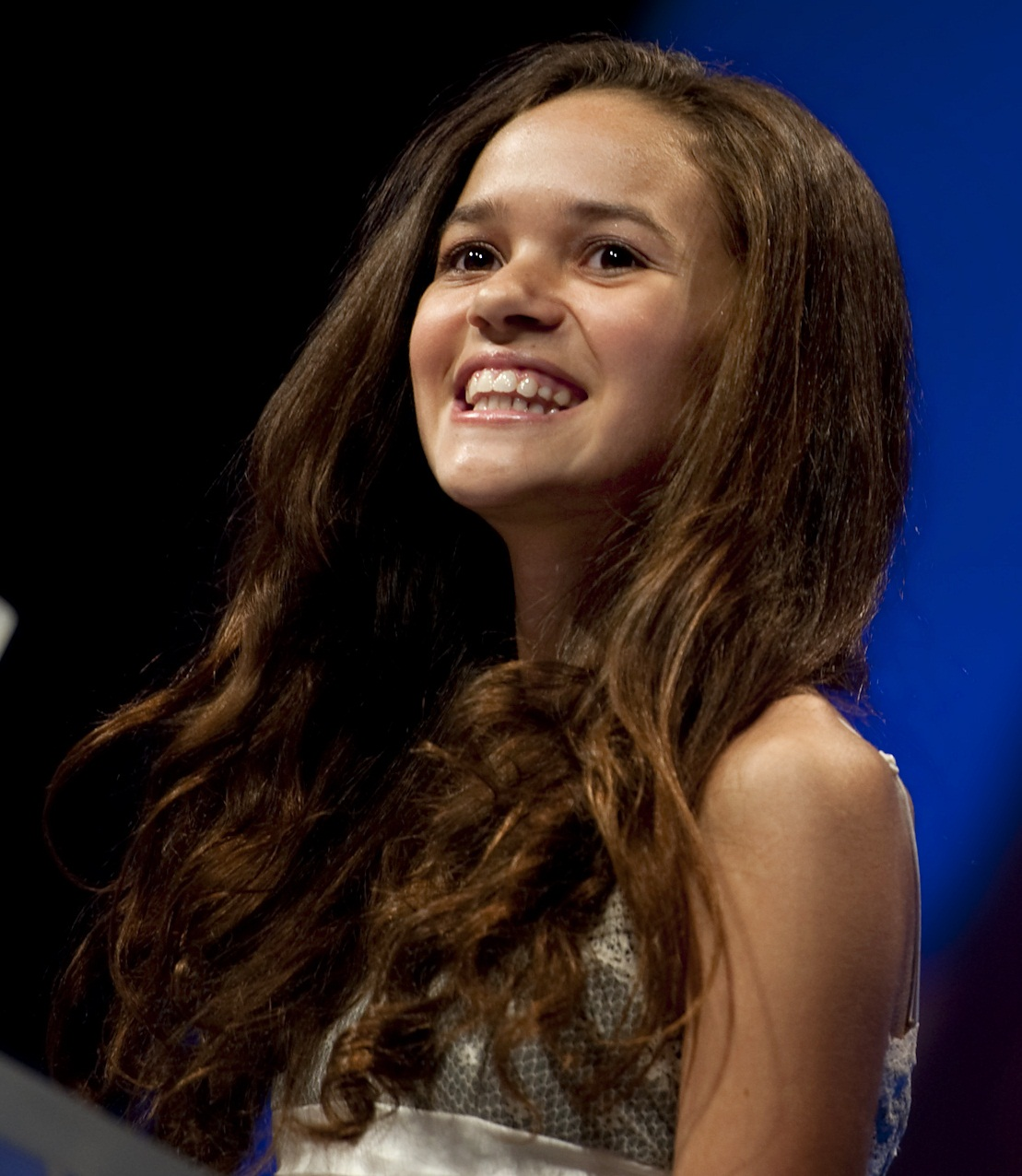
Madison Pettis interpretou a adorável filha do presidente, a Sophie Martinez.
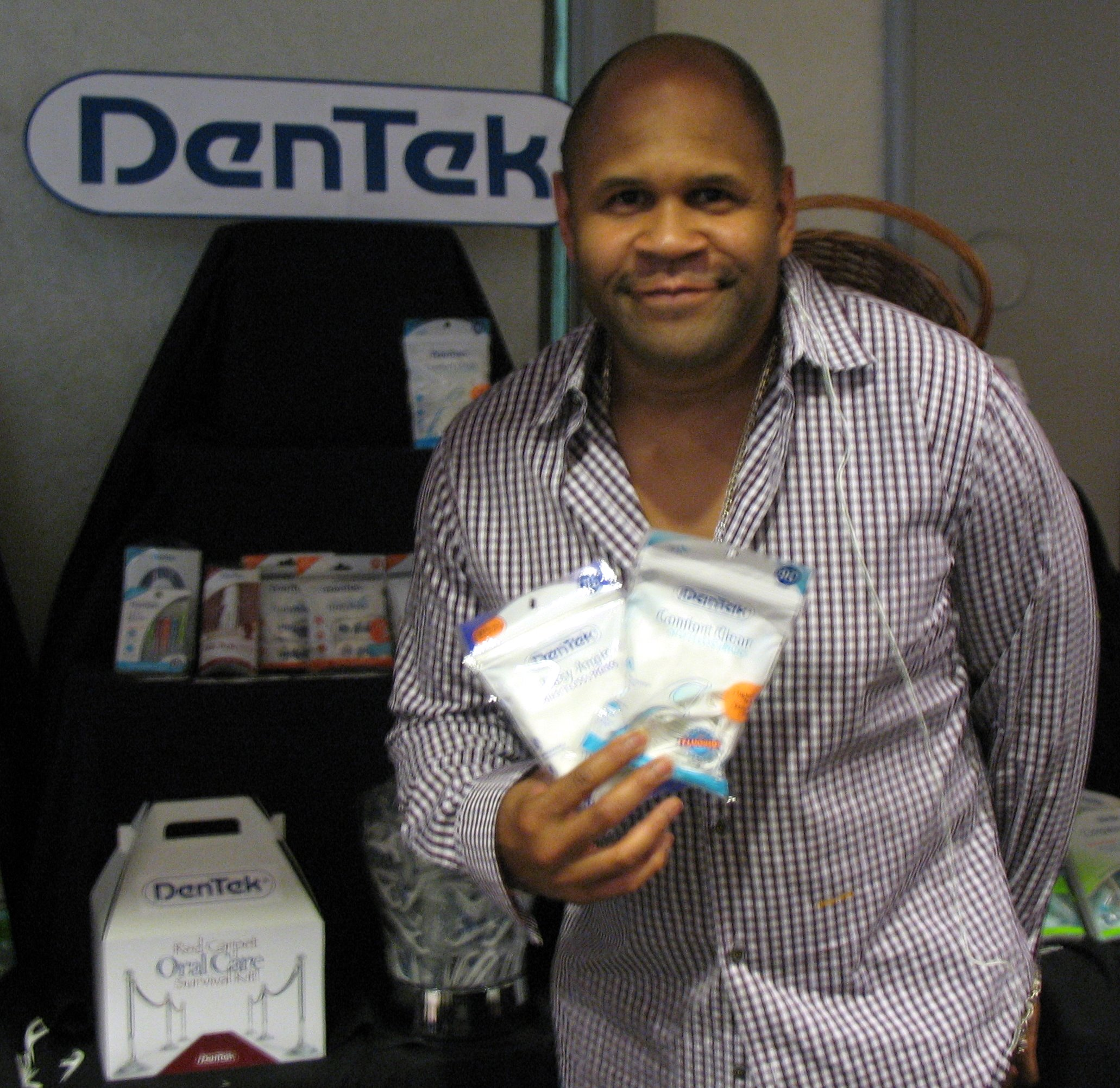
Rondell Sheridan interpretou o pai de Cory, Victor Baxter.

### Recorrentes
- Lisa Arch como Samantha Samuels (13 episódios)
- Jake Thomas como Jason Stickler (11 episódios)
- Jordan Puryear como Candy Smiles (9 episódios)
- Zolee Griggs como Tanisha (9 episódios)
- Japheth Gordon como Al (3 episódios)
- Bailee Madison como Maya (2 episódios)

### Convidados
- Dwayne "The Rock" Johnson como ele mesmo
- Raven Symoné como Raven Baxter
- Brittany Finamore como Jennifer Convigton
- Bobbe' J. Thompson como Stanley
- Michael Steger como Juan Carlos
- Josie Loren como Jessica Maldonado

## Música tema e sequência de abertura
A música tema foi escrita e produzida por Matthew Gerrard, Robbie Nevil, e interpretada por Kyle Massey e Maiara Walsh (embora nos créditos conste apenas o nome de Massey). Uma música tema alternativa, "Rollin' to DC", é também cantada por Massey e Walsh e foi usada em um videoclipe para promover a série.
Diferente das sitcoms de live-action do Disney Channel iniciadas de 2003 a 2006, os créditos de abertura de Cory in the House não usam clipes da série na sequência e também não são atualizados na segunda temporada, sendo usados os mesmos créditos da primeira temporada sem alguma alteração. Lizzie McGuire e Even Stevens também usaram a mesma abertura por duas de suas temporadas, e as séries mais recentes como Wizards of Waverly Place, Sonny With a Chance e Jonas L.A. também não incluem clipes da série nos créditos de abertura.

## Exibição
A série foi ao ar originalmente de 12 de janeiro de 2007 a 12 de setembro de 2008 no Disney Channel. O programa voltou ao Disney Channel em 14 de agosto de 2014, como parte do Disney Replay. Estreou na mesma data no Family Channel e em 1º de junho de 2011 no Disney XD do Canadá. No Reino Unido e na Irlanda, estreou em 28 de janeiro de 2007 no Disney Channel e em 5 de setembro de 2009 no Disney XD. Ele estreou em 2 de fevereiro de 2007 no Disney Channel (Austrália e Nova Zelândia), em 27 de abril de 2007 no Disney Channel (Sudeste Asiático) e em 9 de junho de 2007 no Disney Channel (Índia).
No canal aberto brasileiro SBT, a série estreou em 2009, sendo reprisada inúmeras vezes. No dia 18 de setembro de 2010, a série reestreou sendo exibida todos os sábados a partir das 12h30min com dois episódios seguidos.

## Lançamentos de DVD

### All-Star Edition
(Lançado em 7 de agosto de 2007)
- Episódios:
  - Força Aérea Um a Mais
  - Just Desserts
  - Never The Dwayne Shall Meet
  - That's So In The House
- Bônus
  - Raven In The House; atrás das cenas de That's So In The House
  - Rock In The House; atrás das cenas de Never The Dwayne Shall Meet

### Wish Gone Amiss Weekend
(Lançado em 27 de novembro de 2007)
- Episódios:
  - Gone Wishin'

### Newt and Improved
(Lançado em 27 de maio de 2008)
- Episódios:
  - The Presidential Seal
  - Through the Roof
  - Peace Love and Misunderstanding
  - Lip Service
- Bônus
- Breakin' Down: Veja como um episódio é desde o começo até o fim.